# Sagy
|  | Per a altres significats, vegeu «Sagy (Saona i Loira)». |

Sagy és un municipi francès al departament de la Val-d'Oise (regió de l'Illa de França). Forma part del cantó de Vauréal, del districte de Pontoise i de la Comunitat de comunes Vexin centre. L'any 2007 tenia 1.159 habitants.

## Demografia

### Població
El 2007 la població de fet de Sagy era de 1.159 persones. Hi havia 402 famílies, de les quals 52 eren unipersonals (24 homes vivint sols i 28 dones vivint soles), 159 parelles sense fills, 183 parelles amb fills i 8 famílies monoparentals amb fills.
La població ha evolucionat segons el següent gràfic:

### Habitatges
El 2007 hi havia 446 habitatges, 411 eren l'habitatge principal de la família, 17 eren segones residències i 17 estaven desocupats. 416 eren cases i 28 eren apartaments. Dels 411 habitatges principals, 356 estaven ocupats pels seus propietaris, 43 estaven llogats i ocupats pels llogaters i 12 estaven cedits a títol gratuït; 2 tenien una cambra, 11 en tenien dues, 58 en tenien tres, 89 en tenien quatre i 250 en tenien cinc o més. 326 habitatges disposaven pel capbaix d'una plaça de pàrquing. A 137 habitatges hi havia un automòbil i a 255 n'hi havia dos o més.

### Piràmide de població
La piràmide de població per edats i sexe el 2009 era:
| Homes | Edats   | Dones |
| ----- | ------- | ----- |
| 1     | 95 o +  | 0     |
| 1     | 90 a 94 | 1     |
| 2     | 85 a 89 | 8     |
| 0     | 80 a 84 | 10    |
| 3     | 75 a 79 | 5     |
| 18    | 70 a 74 | 11    |
| 37    | 65 a 69 | 16    |
| 28    | 60 a 64 | 39    |
| 41    | 55 a 59 | 26    |
| 69    | 50 a 54 | 60    |
| 41    | 45 a 49 | 52    |
| 45    | 40 a 44 | 53    |
| 47    | 35 a 39 | 48    |
| 29    | 30 a 34 | 35    |
| 43    | 25 a 29 | 22    |
| 44    | 20 a 24 | 26    |
| 39    | 15 a 19 | 52    |
| 40    | 10 a 14 | 55    |
| 37    | 5 a 9   | 38    |
| 22    | 0 a 4   | 36    |

## Economia
El 2007 la població en edat de treballar era de 768 persones, 557 eren actives i 211 eren inactives. De les 557 persones actives 531 estaven ocupades (281 homes i 250 dones) i 26 estaven aturades (9 homes i 17 dones). De les 211 persones inactives 82 estaven jubilades, 78 estaven estudiant i 51 estaven classificades com a «altres inactius».

### Ingressos
El 2009 a Sagy hi havia 421 unitats fiscals que integraven 1.192 persones, la mediana anual d'ingressos fiscals per persona era de 24.780 €.

### Activitats econòmiques
Dels 56 establiments que hi havia el 2007, 2 eren d'empreses alimentàries, 1 d'una empresa de fabricació d'elements pel transport, 3 d'empreses de fabricació d'altres productes industrials, 8 d'empreses de construcció, 15 d'empreses de comerç i reparació d'automòbils, 5 d'empreses de transport, 3 d'empreses d'hostatgeria i restauració, 1 d'una empresa d'informació i comunicació, 1 d'una empresa immobiliària, 10 d'empreses de serveis, 3 d'entitats de l'administració pública i 4 d'empreses classificades com a «altres activitats de serveis».
Dels 8 establiments de servei als particulars que hi havia el 2009, 2 eren paletes, 1 guixaire pintor, 1 fusteria, 1 lampisteria, 2 electricistes i 1 restaurant.
Dels 6 establiments comercials que hi havia el 2009, 1 era una botiga de menys de 120 m², 2 carnisseries, 2 botigues de mobles i 1 una joieria.
L'any 2000 a Sagy hi havia 10 explotacions agrícoles que ocupaven un total de 595 hectàrees.

## Equipaments sanitaris i escolars
El 2009 hi havia una escola elemental.

## Poblacions més properes
El següent diagrama mostra les poblacions més properes.